# Sonate en la majeur (Scarlatti, ms. Madrid)

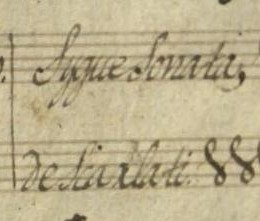
Attribution de la sonate K. Deest en la majeur.

La sonate en la mineur (K. deest) est une œuvre pour clavier attribuée au compositeur italien Domenico Scarlatti. Non répertoriées par Kirkpatrick en raison de leur découverte récente, les sonates dites « K. deest » (manquant), représentent environ une soixantaine de sonates, selon Christopher Hail.

## Présentation
La sonate K. deest, en la majeur, est sans indication de tempo. Elle se trouve dans un manuscrit conservé à Madrid et a été publiée en 1987 par Malcolm Boyd, avec une autre sonate en ré. Il ajoute l'indication Allegro moderato. La sonate est considérée comme douteuse pour des raisons stylistiques,.
La copie semble destinée à un instrument à l'ambitus réduit.

## Manuscrits
Le manuscrit principal est conservé au Conservatoire de Madrid, ms. Ronda Leg. 35/504, p. 53–56.

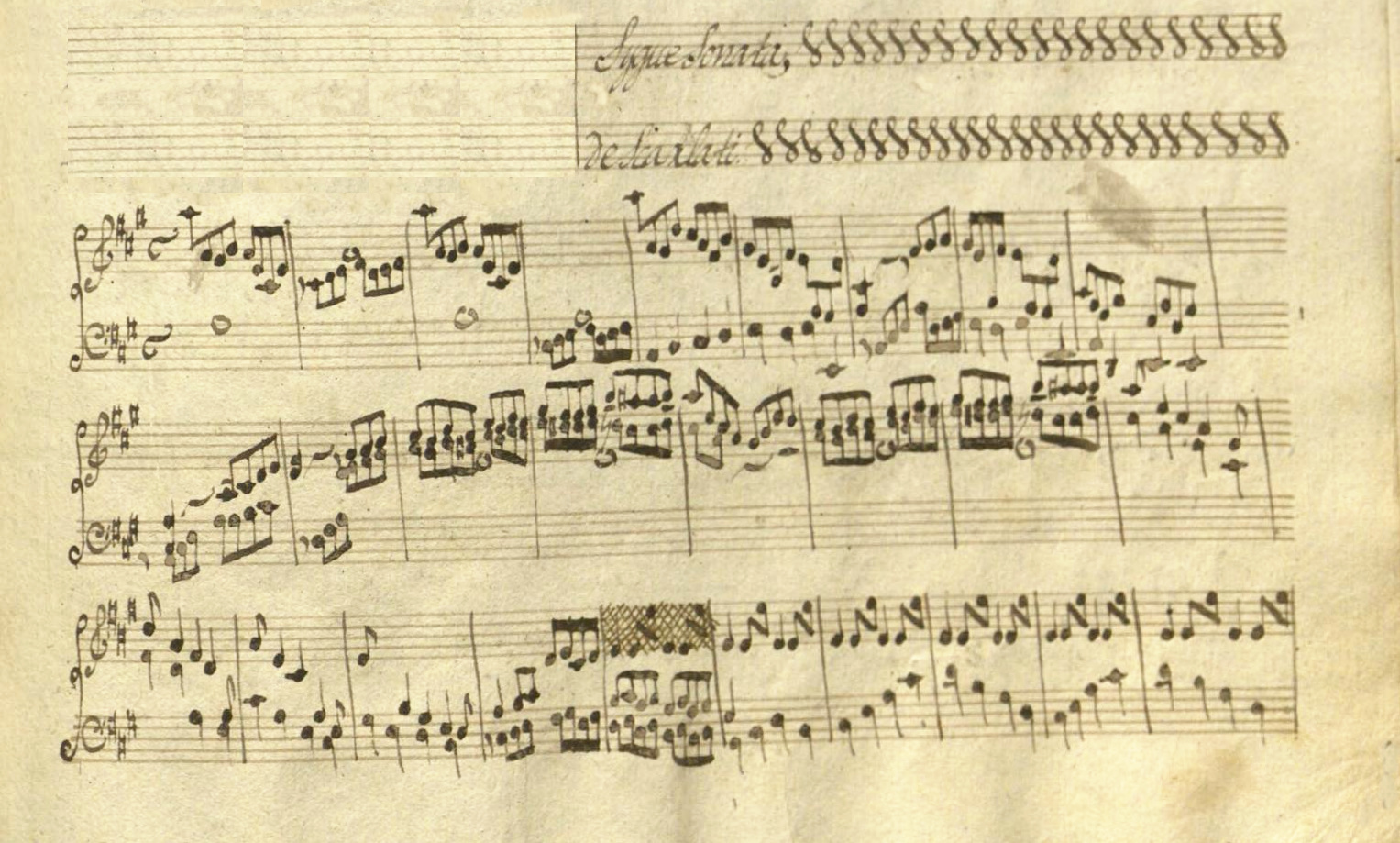
Manuscrit Ronda de Madrid.
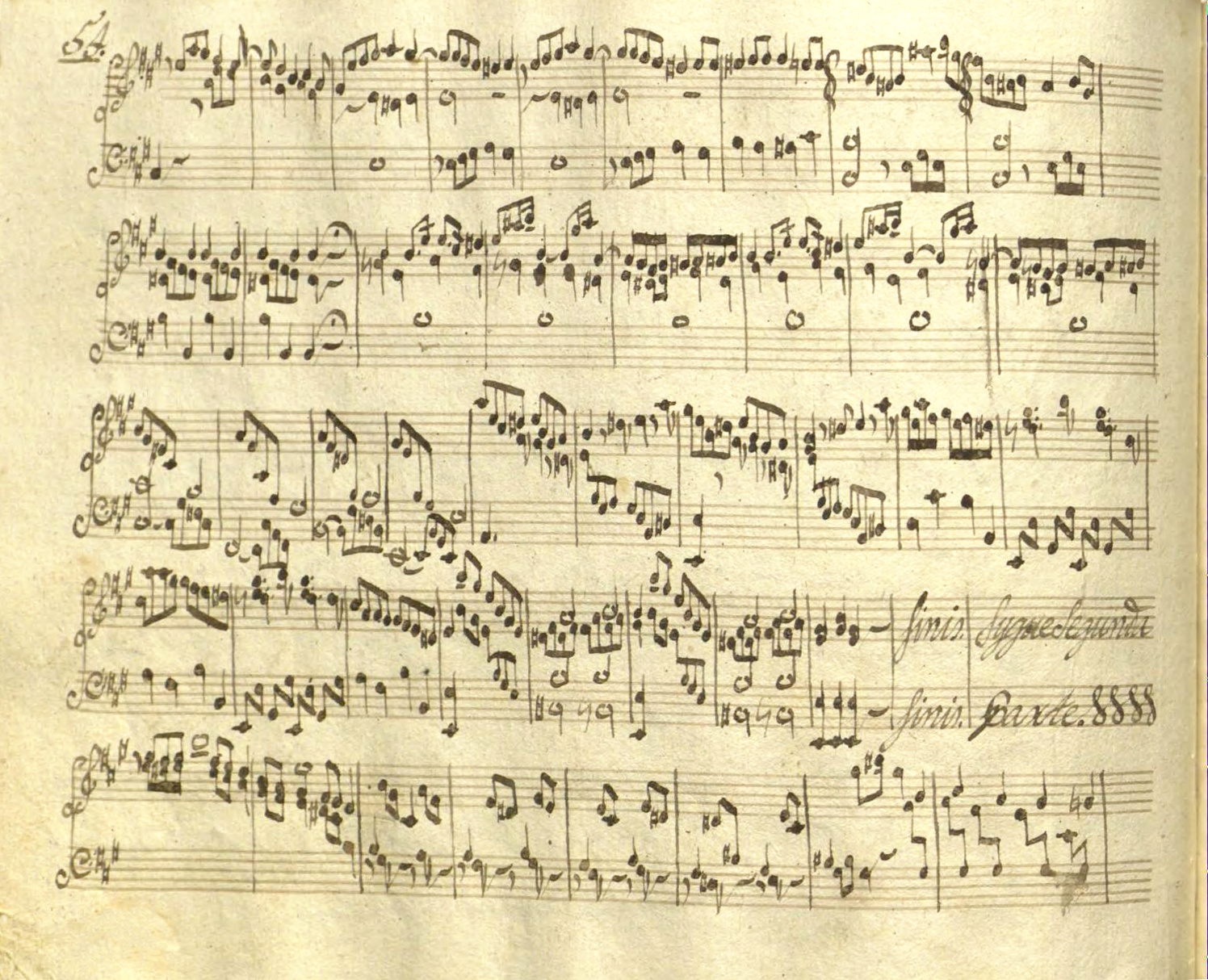
Manuscrit Ronda de Madrid (fin de la première section et début de la seconde).
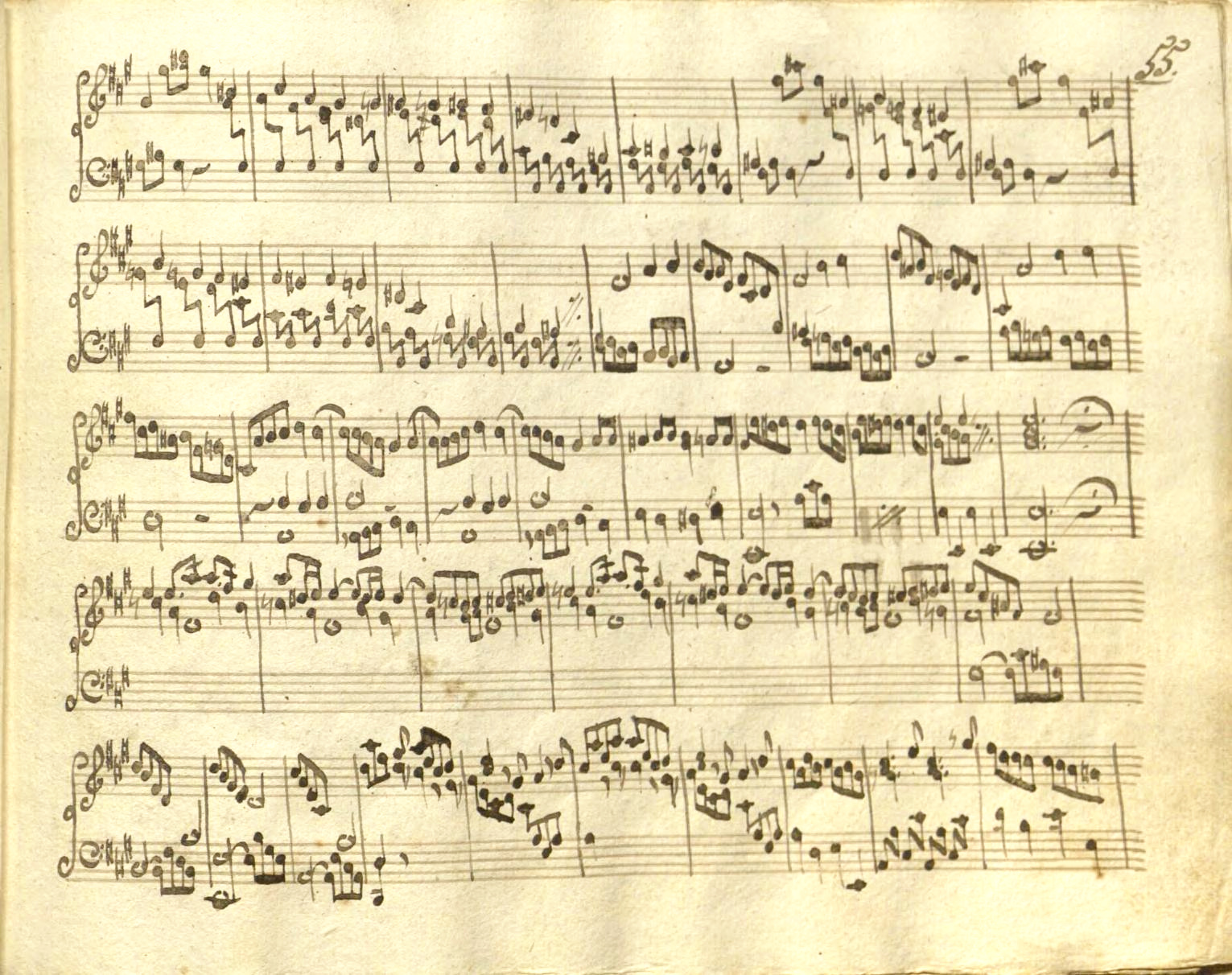
Manuscrit Ronda de Madrid (suite de la seconde section).
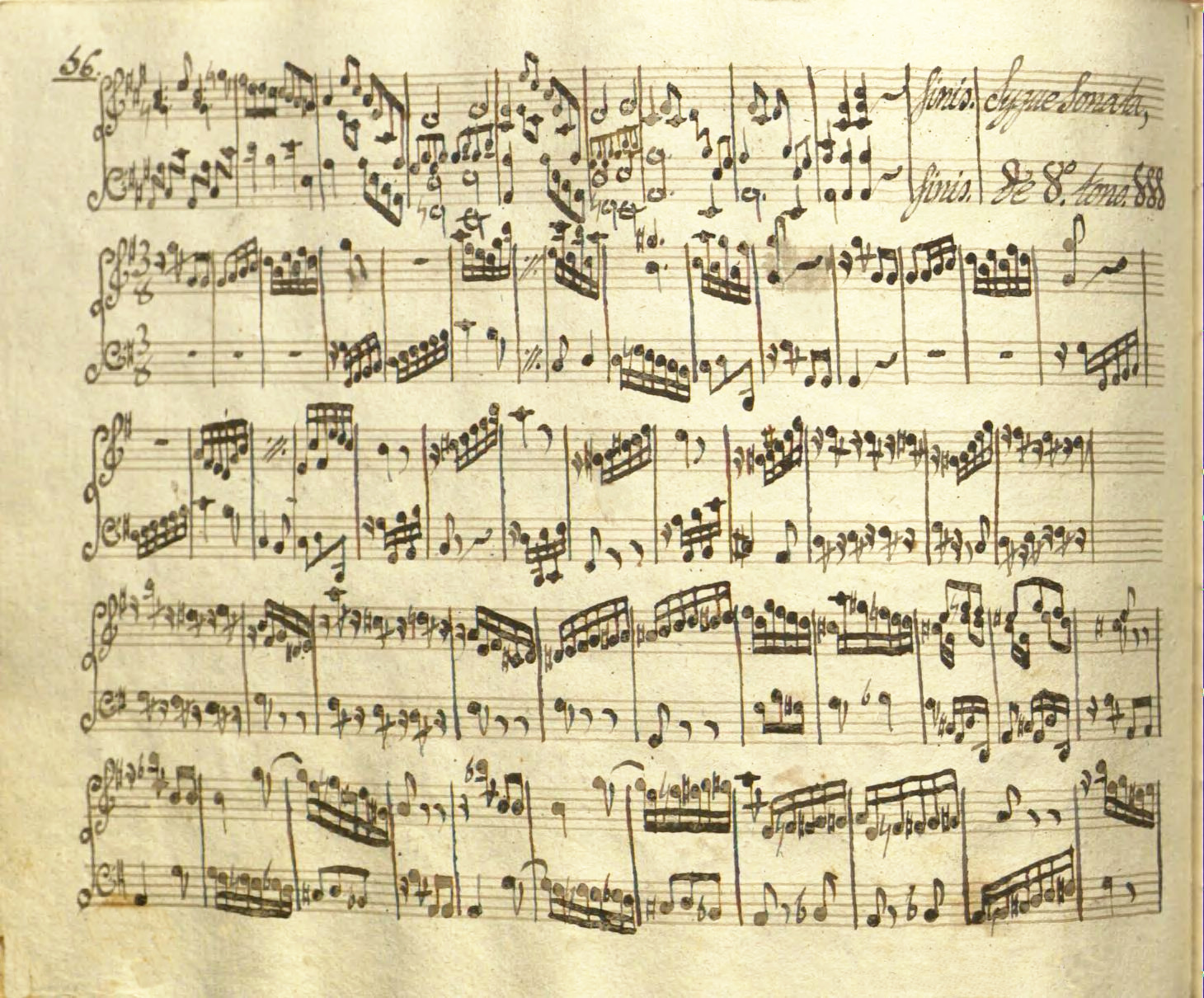
Manuscrit Ronda de Madrid (fin de la sonate).

## Interprètes
La sonate K. deest, en la majeur, est défendue au clavecin par Mayako Soné (1993, Erato) et Richard Lester (2004, Nimbus, vol. 7).

## Sources
: document utilisé comme source pour la rédaction de cet article.
- (en) Malcolm Boyd, Domenico Scarlatti : master of music, New York, Macmillan, 1987, xi-302 (OCLC 470280952, BNF 42875007, lire en ligne)
- Malcolm Boyd, « Sonates pour clavier inconnues », p. 9, Erato/Apex (2564 69896-8), 1994 (OCLC 31201166) .
- (es) Celestino Yáñez Navarro (thèse), Nuevas aportaciones para el estudio de las sonatas de Domenico Scarlatti. Los manuscritos del Archivo de Música de las Catedrales de Zaragoza, Université autonome de Barcelone, 2016 (lire en ligne)